# ISO 45001
La norma ISO 45001 "Occupational health and safety management systems -- Requirements with guidance for use" en català "Sistemes de gestió de salut i seguretat en el treball - Requisits i orientació per a l'ús", és una norma internacional que especifica els requisits per a un sistema de gestió de salut i seguretat ocupacional (en anglès: OH&S, en català SST) i proporciona indicacions per al seu ús, per permetre a les organitzacions proporcionar treballs segurs i saludables, prevenir accidents en el treball i problemes de salut, a més de millorar la SST de manera proactiva.
És aplicable a qualsevol organització que desitgi establir, implementar i mantenir un sistema de gestió per millorar la salut i la seguretat en el treball, eliminar els riscos i minimitzar-los (incloses les falles del sistema) i aprofitar les oportunitats de SST. Ajuda a una organització a aconseguir els resultats esperats del seu sistema de gestió.
D'acord amb la política de seguretat i salut de l'empresa en el lloc de treball, els resultats esperats d'un sistema de gestió SST inclouen:
- a) millora continuada dels serveis relacionats amb la SST;
- b) complir amb els requisits legals i altres requisits;
- c) assoliment dels objectius per a SST.

La ISO 45001 és aplicable a qualsevol organització, independentment de la seva mida, tipus i activitat. És aplicable als riscos de SST sota el control de l'organització, tenint en compte factors com són el context en el qual opera l'organització i les necessitats i expectatives dels seus treballadors i altres parts interessades.

## Història
La ISO 45001 va ser desenvolupada pels sistemes de gestió de salut i seguretat ocupacional ISO/TC 283, i publicat per primera vegada el 12 de març de 2018. ISO/TC 283 es va establir l'any 2013.
La norma va substituir el setembre de 2021, definitivament, l'OHSAS 18001, que fou l'estàndard de referència en salut i seguretat laborals durant dècades.

## Estructura de la norma
ISO 45001 adopta l'esquema "Estructura d'alt nivell" en 10 grups de requisits:
1. Objecte i camp d'aplicació
2. Referències normatives
3. Termes i definicions
4. Context de l'organització
5. Lideratge i participació dels treballadors
6. Planificació
7. Suport
8. Operació
9. Avaluació de l'acompliment
10. Millora